# إريكا رينيه لاند
إريكا رينيه لاند (بالإنجليزية: Erika Renee Land)‏ (9 أغسطس 1983، نورفولك في الولايات المتحدة)؛ كاتِبة، شاعرة وروائية أمريكية. درست في جامعة جورجيا.